# Palanca de mando

Elementos de una palanca de videojuegos:
1 Palanca
2 Base
3 Botón de disparo
4 Botones adicionales
5 Interruptor de autodisparo
6 Acelerador
7 Botón direccional
8 Ventosa

Una palanca de mando o joystick (del inglés joy, alegría, y stick, palo) es un periférico de entrada que consiste en una palanca que gira sobre una base e informa su ángulo o dirección al dispositivo que está controlando. Es el dispositivo de control principal en la cabina de vuelo de muchos aviones civiles y militares, ya sea como una palanca de control central o una palanca de control lateral. Algunas palancas poseen interruptores suplementarios para controlar diversos aspectos del vuelo de la aeronave.
Las palancas de mando también se usan para controlar videojuegos y generalmente tienen uno o más botones cuyo estado también puede leer el computador. Una variación popular de la palanca de mando que se usa en las consolas de videojuegos modernas es la palanca analógica. Las palancas de mando también se utilizan para controlar máquinas como grúas, camiones, vehículos subacuáticos no tripulados, sillas de ruedas, cámaras de vigilancia y cortacéspedes de giro cero. Las palancas de mando miniatura accionados por el dedo se han adoptado como dispositivos de entrada para equipos electrónicos más pequeños, como teléfonos móviles.

## Aviación

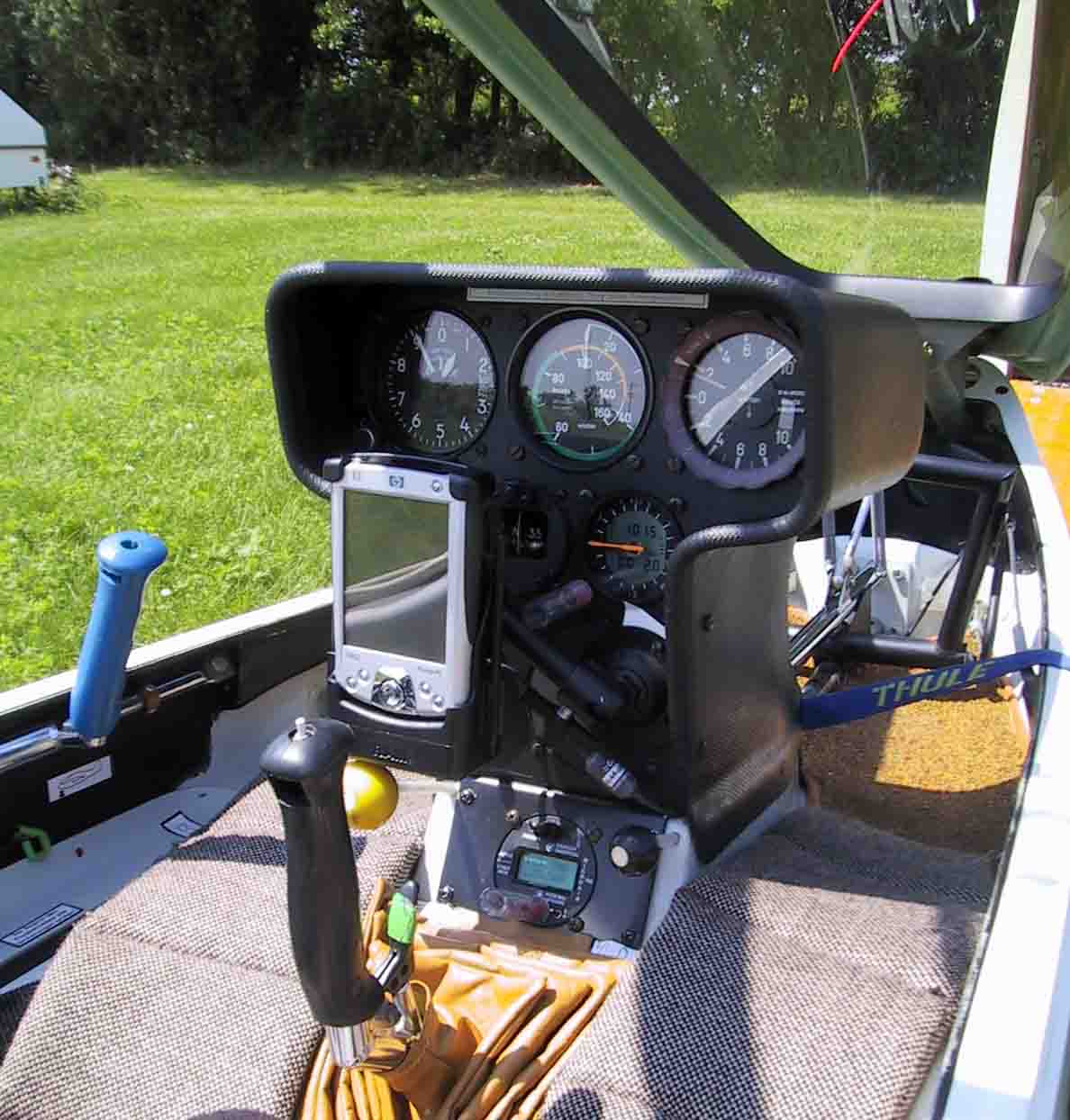
Cabina de un planeador con su joystick visible

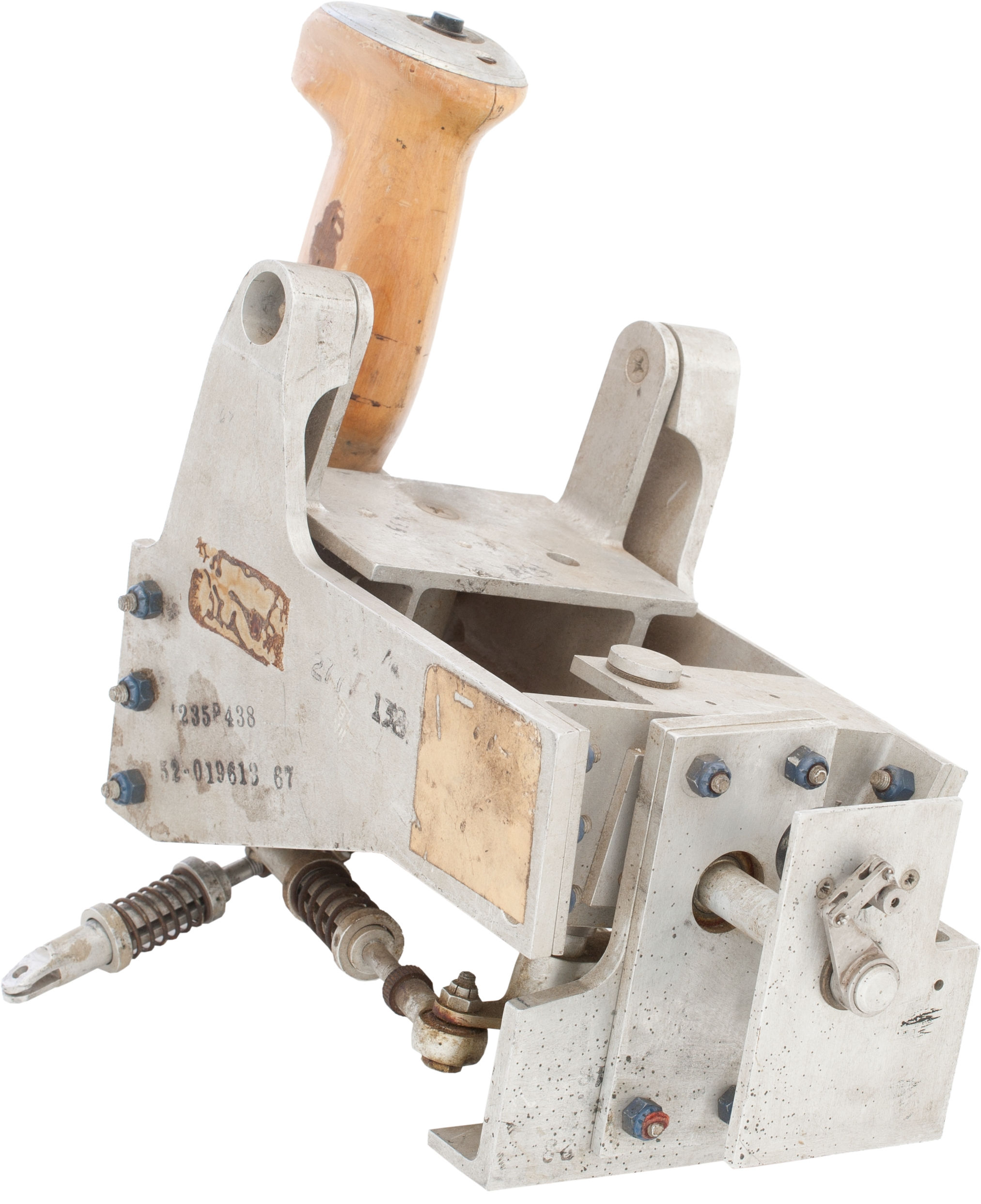
Un prototipo de palanca de mando para el Programa Gemini, 1962

Las palancas de mando fueron diseñadas como controles para los alerones y el timón de profundidad, y se sabe que se usaron como tales en el avión Blériot VIII de Louis Bleriot en 1908, en combinación con una barra de timón accionada por pedal para la superficie de control de guiñada en la cola.
El origen del término "joystick" no es del todo claro. Se dice que fue usado por el piloto francés Robert Esnault-Pelterie a principios del siglo XX. Otras fuentes dan el crédito a algunos de sus compañeros pilotos: Robert Loraine, James Henry Joyce y A. E. George. Loraine es citado por el Oxford English Dictionary por usar el término "joystick" en su diario en 1909 cuando fue a Pau para aprender a volar en la escuela de Bleriot. George fue un aviador pionero que, junto a su colega Jobling, construyó y voló un biplano hacia Newcastle, Inglaterra en 1910. Supuestamente inventó el "Palo de George" (George Stick), que se hizo más popularmente conocido como el joystick. La columna de control de la aeronave diseñada por George y Jobling está en la colección del Discovery Museum en Newcastle upon Tyne, Inglaterra. Los joysticks estaban presentes en los primeros aeroplanos, aunque sus orígenes mecánicos son inciertos. La acuñación del término "joystick" en realidad puede atribuirse a Loraine, ya que es el uso conocido más antiguo del término, aunque ciertamente no inventó el dispositivo.

## Palancas de mando electrónicas

### Historia
La palanca de mando eléctrica de dos ejes fue inventado por CB Mirick en el Laboratorio de Investigación Naval de los Estados Unidos (NRL, por sus siglas en inglés) y patentado en 1926 (Patente de Estados Unidos N.º 1.597.416). En esa época, el NRL estaba desarrollando activamente un avión de control remoto y el joystick posiblemente se usó para apoyar este esfuerzo. En la patente otorgada, Mirick escribe: «Mi sistema de control es particularmente aplicable para maniobrar aviones sin piloto».
Los alemanes desarrollaron una palanca de mando eléctrica de dos ejes alrededor del año 1944. El dispositivo se usó como parte del sistema de transmisión de control de radio llamado Funkgerät FuG 203 Kehl utilizado en ciertos aviones bombarderos alemanes. También fue utilizado para guiar tanto al misil antibuque Henschel Hs 293 como a la bomba guiada Fritz-X, contra objetivos marítimos y otros. Aquí, la palanca del transmisor Kehl fue utilizado por un operador para dirigir el misil hacia su objetivo. Esta palanca tenía interruptores de encendido-apagado en lugar de sensores analógicos. Tanto el Hs 293 como el Fritz-X usaron receptores de radio FuG 230 Straßburg para enviar las señales de control de Kehl a las superficies de control de la artillería. Se usó una palanca de mando similar para el control de la bomba guiada americana Azon, estrictamente para dirigir la bomba lateralmente en el eje vertical.
Este invento alemán fue aprovechado por el equipo de científicos del Heeresversuchsanstalt en Peenemünde. Aquí, una parte del equipo del programa alemán de cohetes estaba desarrollando el misil Wasserfall, una variante del cohete V2, el primer misil tierra-aire. El equipo de desarrollo del Wasserfall modificó el sistema de control para convertir la señal eléctrica a señales de radio que se transmitían al misil, eliminando la necesidad del cable.
En la década de 1960, el uso de las palancas de mando se generalizó en los sistemas de aeronaves radiocontroladas como el Kwik Fly producido por Phill Kraft (1964). La ahora desaparecida firma Kraft Systems finalmente se convirtió en un importante proveedor OEM de joysticks para la industria informática y otros usuarios. El primer uso de las palancas de mando fuera de la industria aeronáutica controlada por radio pudo haber estado en el control de sillas de ruedas motorizadas, como el Permobil (1963). Durante este período de tiempo, la NASA utilizó palancas de mando como dispositivos de control como parte de las misiones Apolo.
En muchos aviones modernos la palanca de mando ha recibido una nueva vida útil para el control de vuelo en forma de "palanca lateral" (side-stick), un controlador similar a un joystick de videojuegos pero que se usa para controlar el vuelo, reemplazando el yoke tradicional. La palanca lateral ahorra peso, mejora el movimiento y la visibilidad en la cabina, y puede ser más segura en un accidente que el tradicional "Yoke de control".

### Juegos electrónicos

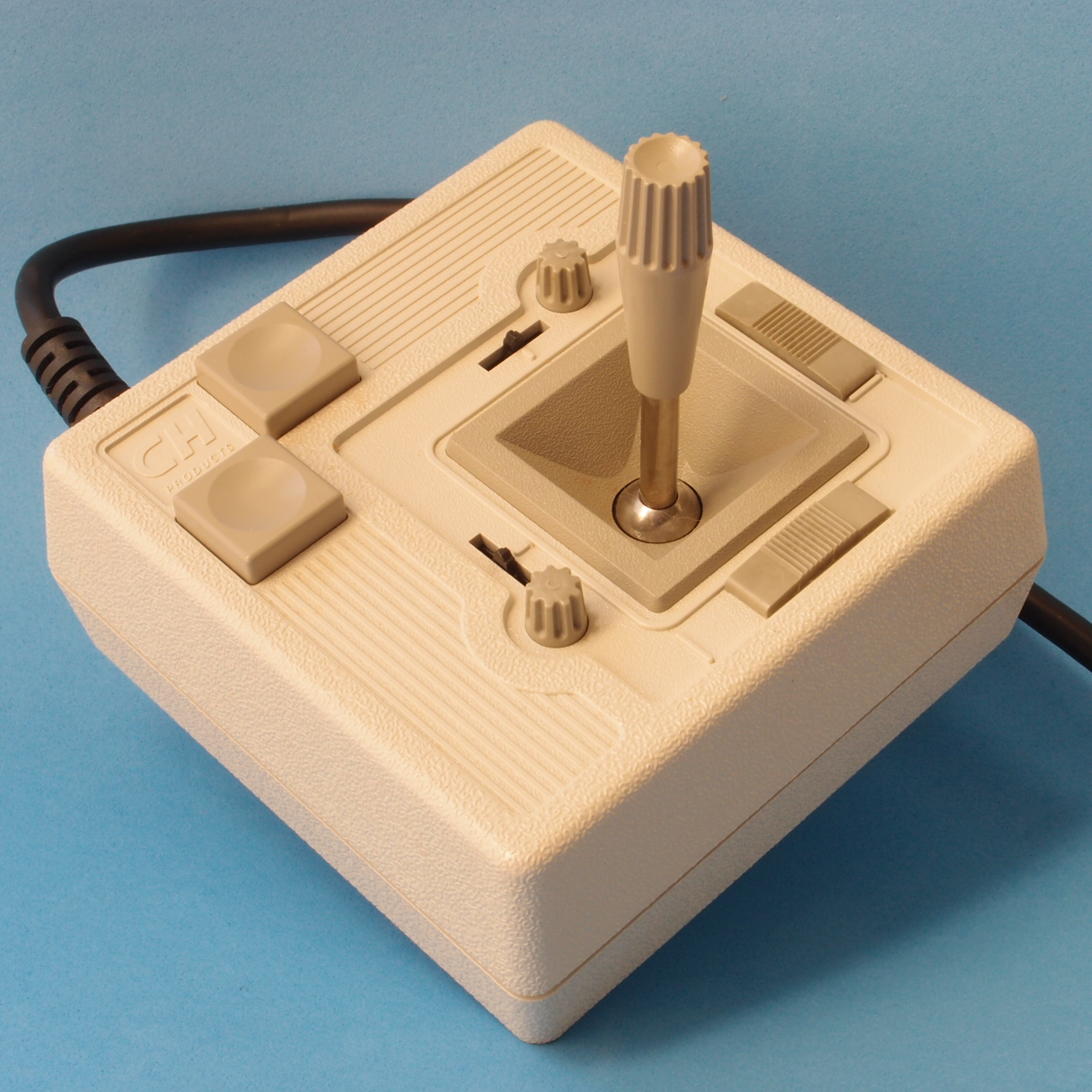
Mach 2, palanca de mando analógica de CH Products, como fue usado en muchos sistemas informáticos domésticos antiguos. Las pequeñas perillas son para la calibración (mecánica), y los controles deslizantes se acoplan a los muelles autocentrantes.

Ralph H. Baer, inventor de los videojuegos de televisión y Bill Harrison, dieron a conocer los usos de las palancas de mando en videojuegos. En estos primeros videojuegos, se pudieron controlar la posición horizontal y vertical de un punto mostrado en una pantalla. La palanca de mando para juegos electrónicos más antigua con un botón de disparo fue lanzado por Sega como parte de su videojuego de arcade Missile de 1969, un videojuego de simulación de disparos que lo usó como parte de un esquema de control dual temprano, donde se usan dos botones direccionales para mover un tanque motorizado y una palanca de mando bidireccional para disparar y dirigir el misil hacia los aviones que se aproximan y que se muestran en la pantalla; cuando se golpea un avión, se anima una explosión en la pantalla junto con un sonido de explosión. En 1970, el videojuego fue lanzado en América del Norte como S.A.M.I. por Midway Games.
En 1973, Taito diseñó una palanca de cuatro direcciones como parte del videojuego Astro Race, un videojuego de carreras arcade, mientras que en 1975 Western Gun, un videojuego del tipo Matamarcianos multidireccional, introdujo un control con dos palancas de ocho direcciones; una palanca servía para movimiento y la otra para cambiar la dirección de disparo. En América del Norte, el videojuego fue lanzado por Midway bajo el título Gun Fight. En 1976, Taito lanzó Interceptor, un simulador de vuelo de combate en primera persona que involucraba el pilotaje de un avión de caza mediante el uso de una palanca de mando de ocho direcciones para apuntar y disparar contra un avión enemigo.
El controlador Atari CX40 de 1977, conocido como el controlador "clásico" de Atari y desarrollado para el Atari 2600, era una palanca de mando digital, con un solo botón de disparo. El puerto del controlador de Atari fue durante muchos años la especificación estándar de los joystick digitales de facto. Las palancas de mando se usaban comúnmente como controladores en consolas de la primera y segunda generación, para dar paso al mando tradicional con la Nintendo Entertainment System y la Sega Master System a mediados de la década de 1980.
En 1985, Space Harrier un videojuego arcade del tipo rail shooter en tercera persona desarrollado por Sega, introdujo una verdadera palanca de mando analógica, utilizada para el movimiento. La palanca podía registrar el movimiento en cualquier dirección, así como también medir el grado de empuje, lo que lograba mover al personaje del jugador a diferentes velocidades dependiendo de qué tan lejos se empujaba la palanca en cierta dirección.
Una variación distinta de una palanca de mando analógica es una pistola posicional, que funciona de manera diferente a una pistola de luz. En lugar de utilizar sensores de luz, una pistola posicional es esencialmente una palanca de mando analógica montada en un lugar fijo que registra la posición de la pistola para determinar hacia dónde apunta el jugador en la pantalla. Se usan a menudo en los videojuegos arcade de disparos con pistolas. Algunos ejemplos de estos videojuegos incluyen a Sea Devil de Sega en 1972; Attack de Taito en 1976; Cross Fire en 1977; y Battle Shark de Nintendo en 1978.

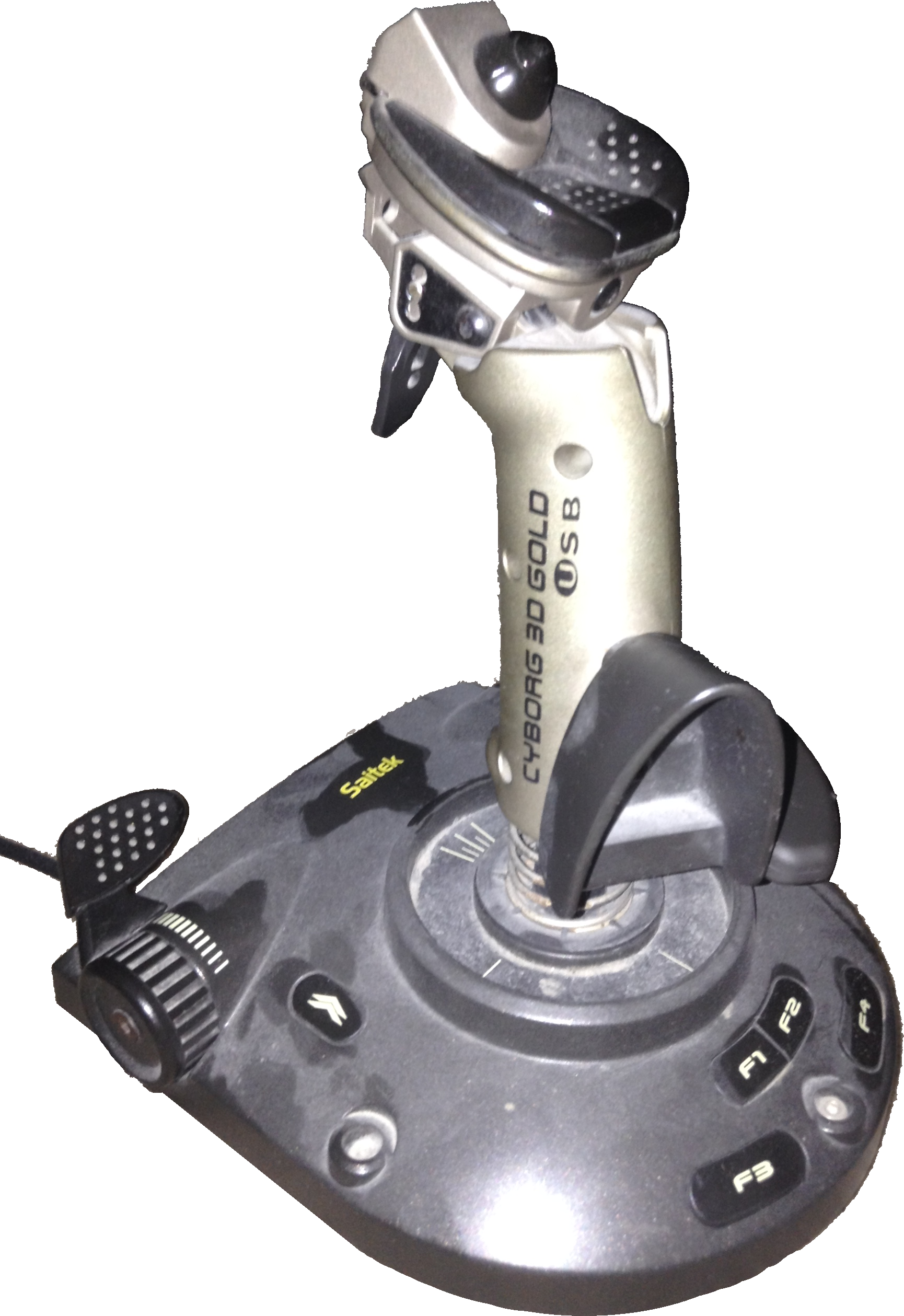
Cyborg 3D Gold de Saitek alrededor de la década de 2000. Nótese el acelerador, sus botones adicionales y su interruptor en la parte superior.

Durante la década de 1990, algunos joystick como CH Products Flightstick, Gravis Phoenix, Microsoft SideWinder, Logitech WingMan y Thrustmaster FCS tenían mucha demanda entre los jugadores de PC. Se les consideró como un requisito previo para los simuladores de vuelo como el F-16 Fighting Falcon y LHX Attack Chopper. Las palancas de mando se hicieron especialmente populares con el éxito principal de los videojuegos de simulación espacial como Star Wars: X-Wing y Wing Commander, así como el videojuego de disparos 3D Descent. El joystick MongoosT-50 de VirPil Controls fue diseñado para imitar el estilo de un avión ruso (incluyendo el Sukhoi Su-35 y el Sukhoi Su-57), a diferencia de la mayoría de las palancas usadas en otros simuladores de vuelo.
Sin embargo, desde el comienzo del siglo XXI, este tipo de videojuegos han perdido popularidad y ahora se consideran un género "muerto", y con eso, las palancas de mando de videojuegos se han reducido a productos de nicho. En la entrevista de NowGamer con Jim Boone, productor de Volition Inc., afirmó que las pobres ventas de FreeSpace 2 podrían haberse debido a que las palancas de mando se vendieron mal porque estaban "pasadas de moda" y porque los videojuegos de disparos en primera persona más modernos, como Quake, fueron «mucho sobre el ratón y el teclado». Luego añadió: «Antes de eso, cuando creamos Descent, por ejemplo, era muy común que las personas tuvieran palancas de mando. Vendimos muchas copias de Descent. Fue en ese momento cuando el FPS más moderno con mouse y teclado fue lanzado, a diferencia de otros videojuegos que solo usaban teclado como Wolfenstein 3D o algo así».
Desde fines de la década de 1990, las palancas analógicas (o thumbsticks, debido a que son controlados por los pulgares) se han convertido en un estándar en controladores para consolas de videojuegos, popularizados por el control de Nintendo 64 diseñado por Nintendo, y tiene la capacidad de indicar el desplazamiento de la palanca desde su posición neutral. Esto significa que el software no tiene que hacer un seguimiento de la posición o estimar la velocidad a la que se mueven los controles. Estos dispositivos generalmente usan potenciómetros para determinar la posición de la palanca, aunque algunos modelos más nuevos usan un sensor de efecto Hall para una mayor confiabilidad y tamaño reducido.

### Arcadestick
Un arcade stick es un controlador de gran tamaño para usar con consolas domésticas o computadoras. Utilizan la configuración de palanca y botones de algunas cabinas arcade, como los que tienen arreglos de botones específicos. Por ejemplo, el diseño de seis botones de los videojuegos arcade Street Fighter II o Mortal Kombat no se puede emular cómodamente en un control de consola, por lo que se fabrican arcade stick licenciados para estos juegos para su uso en consolas domésticas y PC.

### Hat switch

Hat switch - en la parte superior, en verde

Un hat switch es un control en algunas palancas de mando. También se lo conoce como interruptor POV (point of view). Permite cambiar la vista en el mundo virtual, navegar por los menús, etc. Por ejemplo, muchos simuladores de vuelo lo usan para cambiar las vistas del jugador, mientras que otros videojuegos a veces lo usan como un sustituto de la cruceta.
El término "hat switch" es un acortamiento del término "Coolie hat switch", que lleva el nombre del sombrero de aspecto similar.
En un avión real, el hat switch puede controlar cosas como el alerón o el borde del timón.

## Asistencia a personas con discapacidad
Las palancas de mando especializadas, clasificadas como un dispositivo apuntador dentro de la tecnología de asistencia, se utilizan para reemplazar el ratón de la computadora para personas con discapacidades físicas bastante severas. En lugar de controlar videojuegos, estas palancas controlan el puntero. A menudo son útiles para las personas con afecciones atetoides, como la parálisis cerebral, ya que les resulta más fácil de entender que un ratón estándar. Las palancas de mando en miniatura están disponibles para personas con afecciones que involucran debilidad muscular, como la distrofia muscular o alguna enfermedad de la motoneurona. También se usan en las sillas de ruedas eléctricas ya que son simples y efectivas para usar como método de control.